# Siddhartha (roman)
Siddhartha is een allegorische roman van Hermann Hesse over de spirituele reis van een jongen uit het Indisch subcontinent, gekend als Siddhartha, ten tijde van Boeddha.
Siddhartha is Hesses negende roman en werd geschreven in het Duits, in een eenvoudige, maar krachtige en lyrische stijl. De eerste uitgave dateert uit 1922 en werd geschreven na het verblijf van de auteur in India in de jaren 1910. Pas 29 jaar later werd het boek uitgebracht in de Verenigde Staten en in de jaren 1960 had het veel invloed.
De naam 'Siddhartha' bestaat uit twee woorden uit het Sanskriet: siddha betekent volbracht en artha betekent doel of rijkdom. Beide woorden samen wil zoveel zeggen als hij wiens doel is volbracht of hij van wie elke wens vervuld is. De Boeddha's naam was prins Siddhartha Gautama. In het boek wordt naar de Boeddha verwezen als 'Gotama'.

## Samenvatting
Het verhaal speelt zich af in het India ten tijde van Gautama Boeddha, waarschijnlijk tussen de 5e en 7e eeuw voor onze jaartelling. Siddhartha, de zoon van een brahmaan, verlaat zijn ouders om zich bij de asceten te voegen. Samen met zijn vriend Govinda gaat hij op zoek naar verlichting. Siddhartha ondergaat een aantal veranderingen en realiseert zich verschillende dingen terwijl hij zijn doel probeert te bereiken.
Ervaringen leiden tot bewustwordingen in iemands leven – het duidt op deelname, leren en misschien kennis. Verstaan is begrijpen en internaliseren. In de roman worden ervaringen aangewezen als de beste manier om te komen tot het begrijpen van de realiteit en verlichting te bereiken. Siddhartha’s reis toont aan dat dit begrijpen niet verkregen kan worden door scholastiek, geestelijke methodes of ongebreidelde lusten en de daaraan vasthangende pijn van de samsara. Het is echter de totaliteit van alle ervaringen tijdens iemands leven die leidt tot het begrijpen.
De aparte gebeurtenissen zijn zonder betekenis wanneer deze op zichzelf worden bekeken – Siddhartha’s verblijf bij de samana’s en zijn verblijf in de wereld van liefde en zaken leiden niet tot het nirvana, toch kunnen deze niet als afleidingen worden beschouwd omdat elke daad hem leidt naar het begrip. De som van deze gebeurtenissen is ervaring.
Zo leert hij empathie via de liefde voor zijn zoon, waardoor hij de kinderlijke mensen leert te begrijpen. Daarvoor kon hij, zelfs na zijn onderdompeling in samsara, deze mensen niet begrijpen. Terwijl samsara hem vastgreep en bleef plakken tot hij er ziek van werd, kon hij toch de kern van samsara niet begrijpen. De ervaring van samsara leidde niet tot het begrijpen ervan, het hinderde hem zelfs. De ervaringen met zijn zoon laten hem liefhebben, wat hij daarvoor nog nooit gedaan had. Toch is het niet de liefde die leidt tot verstaan.
Het verhaal eindigt met Siddhartha als veerman, pratend tegen de rivier en de stenen, uiteindelijk in vrede met zijn reis en het begrijpen ervan.

## Personages
Siddharthais het hoofdpersonage wiens spirituele ontwikkeling gevolgd wordt. Hij wil door middel van verschillende methoden de verlichting bereiken. Die bereikt hij uiteindelijk door het luisteren naar het gemompel van een rivier als veerman. Nog voor het bereiken van de verlichting toont hij een krachtige persoonlijkheid, op het randje van het hypnotische. Dat wordt onder meer getoond door het overtuigen van de Samana om hem de toelating te geven om Gotama te volgen.
Govindais Siddhartha’s beste vriend en metgezel. Hij weet dat zijn vriend potentieel heeft en volgt hem overal. Govinda onderwerpt zich aan de Boeddha in de overtuiging dat Siddhartha dat ook zal doen. Pas dan scheiden hun wegen. Hij kan beschouwd worden als de schaduwkant van Siddhartha. ("Govinda" is ook een van de namen van de hindoegod Krishna. Govinda betekent zoveel als 'beschermer van de koeien'.)
Gotamais niemand minder dan de historische Boeddha. Hij heeft verlichting bereikt, zoals zijn vredige, halfspottende glimlach toont. Zelfs na het eenmalig horen van diens leer heeft er niemand meer bewondering voor de Boeddha dan Siddhartha zelf. Desondanks gelooft Siddhartha niet dat de verlichting bereikt kan worden door middel van mentoren, doctrines of disciplines, waardoor hij Gotama verlaat en opnieuw een nieuw pad volgt. Govinda wordt echter een van Gotama’s volgers, een monnik.
Kamalais de mooie vrouw met wie Siddhartha de levenslusten leert kennen. Wanneer ze elkaar leren kennen is hij een arme man, maar zij helpt hem om een man van rijkdom en van aardse lusten te worden. Wanneer hij beseft dat hij een gewone man geworden is, net als de anderen in de stad, verlaat hij Kamala om zijn zoektocht naar verlichting voort te zetten. Terwijl ze op pelgrimstocht is naar Gotama’s doodsbed wordt ze gebeten door een giftige slang. Ze sterft in Siddhartha’s armen. 'Kamala' betekent 'lotus'. Kāmadeva is de hindoegod van de liefde, en een van zijn namen is Kāma, wat 'verlangen' betekent.
Kamaswamiis een rijke handelaar. Wanneer Siddhartha door Kamala wordt verleid, vertelt zij hem om rijk te worden als vennoot van Kamaswami. Met Kamaswami als mentor wordt Siddhartha snel een erg rijke man. Kamaswami’s naam betekent 'meester van verlangen'.
Vasudevais een veerman die verlichting bereikt heeft door het luisteren naar de rivier. Net als Gotama Boeddha is hij een vredige en gelukkige man. Siddhartha ontmoet hem voor het eerst wanneer hij de rivier moet oversteken, maar geen geld heeft om de veerman te betalen. Vasideva zet hem gratis over, en zegt “alles komt terug”. Wanneer Siddhartha zijn minnares Kamala en zijn vennoot Kamaswami verlaat, ontmoet hij de veerman opnieuw. Op dat moment bereikt hij de verlichting op dezelfde manier als Vasudeva deed en wordt hij eveneens een veerman. Daarna gaat Vasudeva de bossen in en sterft. In het hindoeïsme was Vasudeva de vader van Krishna.
Siddhartha's zoonheet ook Siddhartha. Kamala vertelt hem niets over zijn zoon, tot hij haar ontmoet op haar boeddhistische pelgrimstocht. Na Kamala’s overlijden weigert zijn zoon Siddhartha te gehoorzamen en steelt uiteindelijk het geld van de veerman en keert terug naar zijn stad.

## Thema
Een belangrijk thema in het boek is het concept van de vicieuze cirkel, uitgebeeld in de relatie van vader en zoon, zoals de relatie die Siddhartha heeft met zijn eigen vader en deze met zijn eigen zoon. Er is eveneens een nood aan gezelschap voor Siddhartha: achtereenvolgens zijn dit Govinda, Kamala en uiteindelijk Vasudeva – elk symboliseert verschillende fasen in het pad naar verlichting. Hoewel het verhaal niet lineair wordt verteld - er zijn onregelmatige tijdsprongen - komt elk thema uit het boek toch terug naar zijn oorsprong. Dat komt ook tot uiting in de rivier, die haar eigen begin, midden en einde symboliseert. Op het einde blijkt dat Siddhartha de verlichting alleen kan bereiken door middel van een aantal realisaties: het geeft niet hoe je leven verloopt, alles keert terug naar het begin. Op het einde van zijn reis bereikt Siddhartha het Nirvana alleen dankzij de aanvaarding van menselijke emoties. Het boek beschrijft dat, op het exacte moment van verlichting, Siddhartha de emoties van zijn menselijkheid beleeft door de rivier die van en naar zijn bron reist.

## Film
- In 1971 werd een surrealistische westernmusical, gebaseerd op het boek, uitgebracht onder de titel Zachariah met John Rubinstein in de titelrol en George Englund als regisseur. Don Johnson speelde Matthew, de tegenhanger van Govinda.
- Siddhartha, een gewone filmversie, werd in 1972 uitgebracht. De film werd geregisseerd door Conrad Rooks, Shashi Kapoor is een van de acteurs.
- In 2003 nam Jorge Polaco een Spaanstalige film op in Argentinië.[3]

## Muziek
- In 1972 baseerde de rockgroep Yes het nummer Close to the Edge op het boek.
- Radioheads album Amnesiac uit 2001 bevat thema's en teksten geïnspireerd door het boek, vooral Pyramid Song, I Might Be Wrong en Like Spinning Plates.
- Queen reciteert een passage tijdens het nummer We Will Rock You, tijdens een optreden bij de BBC in 1977.
- Ralph McTell bracht in 1971 het nummer The Ferryman uit.
- Jerry Cantrell schreef het nummer Siddhartha.
- Andrew McMahon van de groepen Something Corporate en Jack's Mannequin heeft een tatoeage (“The river is everywhere”) op zijn pols.
- Sunday Suit van Hot Water Music bevat het vers Siddhartha style, I'll choose a path of open minds.
- In 2003 verscheen het nummer Voice Inside (Song of Siddhartha) van Stephanie Riggio op de cd Songs Inspired by Literature chapter two.